# Segno

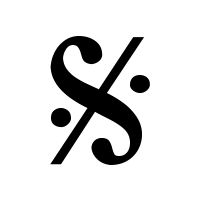
Figura 1. Segno.

Segno, ou Dal Segno é um termo musical italiano que literalmente significa "a partir do sinal". Na notação musical é frequentemente abreviado para a forma DS e em ambos os casos são usados para economizar espaço. Tem por finalidade instruir o músico para repetir uma determinada passagem musical com início no sinal Segno (ver figura 1). 

## Descrição
O símbolo "segno", (ver Figura 1) na partitura pode assinalar tanto o início como o final de uma passagem ou secção, a qual deve ser repetida:
- Se o sinal marca o início, no final da secção deve aparecer a instrução "Dal Segno" ou "D.S.";
- se o sinal marca o final da secção a repetir, ao princípio de dita secção encontraremos a instrução "Ao Segno", que indica ao músico executante que deve saltar até o compasso onde se encontre o referido sinal. Também se podem utilizar outras expressões similares como "sem 'ao segno" que significa "até ao sinal" ou ainda "fim 'ao segno" que quer dizer "finalizar no sinal".[3]

Nas óperas do século XVIII as árias dal segno constituíam uma alternativa comum às árias dá capo. Começavam com um ritornello aberto que depois será omitido na repetição. Nesse caso, o sinal deve aparecer após o ritornello. 

### Codificação
Em Unicode o símbolo "segno" est+a codificado no bloco de símbolos musicais mediante o código U+1D10B.

## Variações mais comuns

### Dal Segno al Fine
Dal Segno al Fine, (forma abreviada D.S. al Fine) indica ao músico para repetir a peça a partir do sinal "Segno"  até a barra marcada com a palavra fine e que deve terminar a interpretação (ver Figura 2).

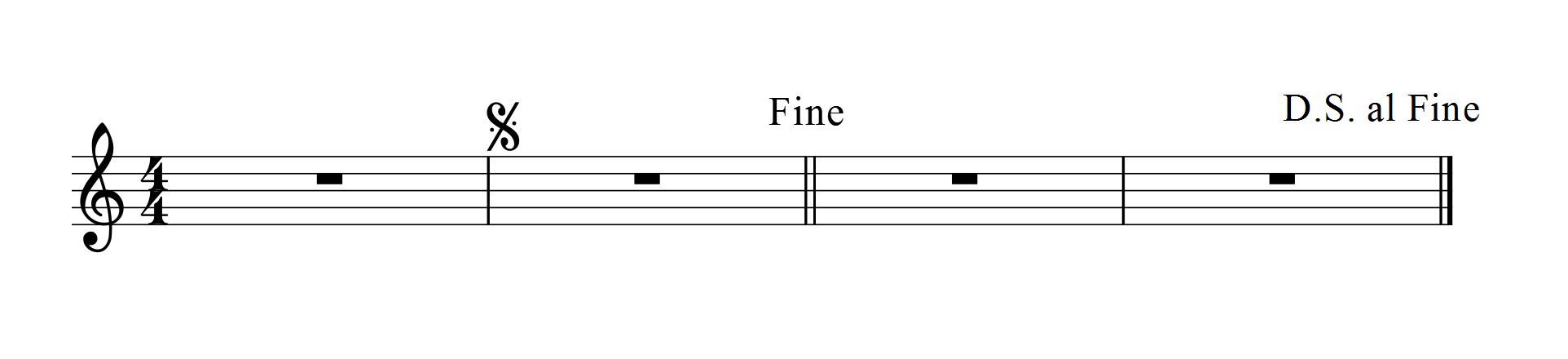
Figura 2. Dal Segno al Fine. A interpretação dos quatro compassos deve ser com esta ordem: 1-2-3-4-2.

### Dal Segno al Coda
Dal Segno al Coda, (forma abreviada D.S. al Coda) indica ao intérprete para repetir a peça a partir do sinal "Segno", continuar a tocar até ao primeiro símbolo coda, saltar para o segundo símbolo coda e daí continuar até ao final. 

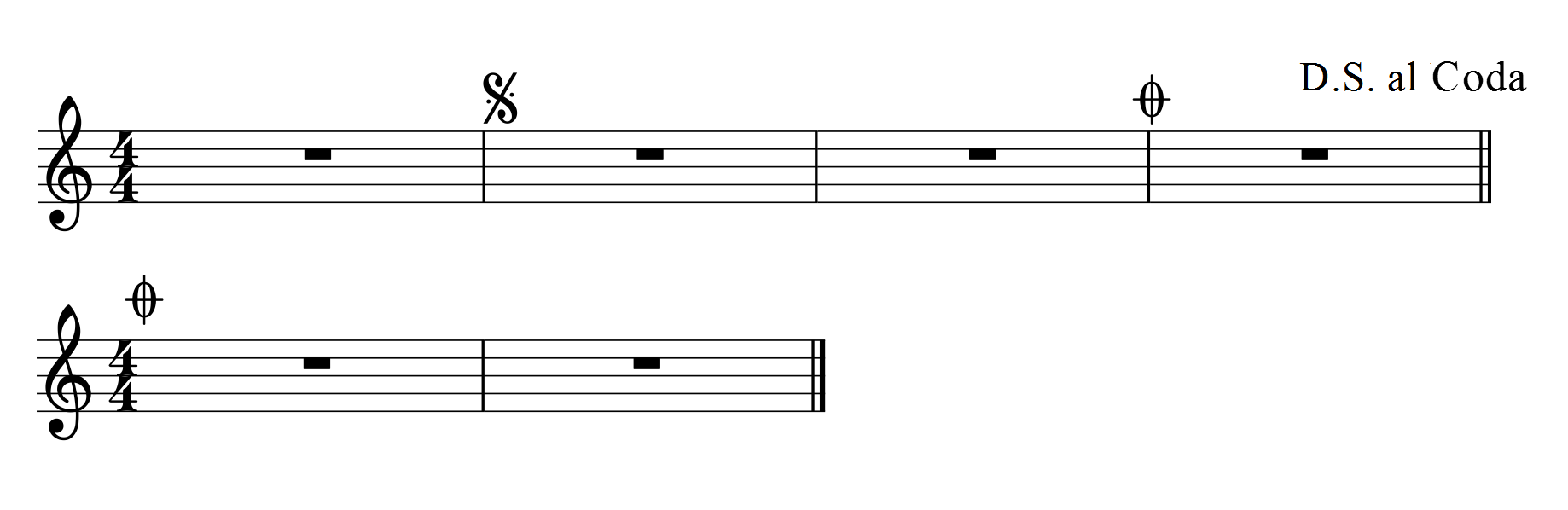
Figura 3. Dal Segno al Coda. A interpretação dos seis compassos deve seguir a seguinte ordem: 1-2-3-4-2-3-5-6.